# Gage Munroe
Gage Munroe (Toronto, 4 de enero de 1999) es un actor canadiense. Ha aparecido en varios programas televisivos como Stoked, Murdoch Mysteries, Mr Moon, Falling Skies y Alphas y en películas como One Week (dirigida por Michael McGowan), Immortals (junto a Henry Cavill y Mickey Rourke) y The Shack (junto a Sam Worthington).

## Filmografía
| Año  | Película            | Rol          | Notas          |
| ---- | ------------------- | ------------ | -------------- |
| 2008 | Coopers' Camera     | Dougie       |                |
| 2008 | One Week            | Ben          |                |
| 2010 | Break a Leg         |              | Película corta |
| 2010 | Devil               | Jesse Bowden |                |
| 2011 | Immortals           |              |                |
| 2012 | I Declare War       | PK           |                |
| 2012 | Mad Ship            | Petter       |                |
| 2014 | Skating to New York | Art Bouchard |                |
| 2015 | Pirate's Passage    | Jim Hawkins  |                |
| 2017 | The Shack           | Josh Philips |                |

| Año       | Título                                      | Rol                      | Notas                                                    |
| --------- | ------------------------------------------- | ------------------------ | -------------------------------------------------------- |
| 2007      | Super Why!                                  | Dragón (voz)             | Episodio #1.6                                            |
| 2008      | ReGenesis                                   | Ryan                     | Episodio: "The Truth"                                    |
| 2008      | An Old Fashioned Thanksgiving               | Solomon Bassett          |                                                          |
| 2009      | The Jon Dore Television Show                | Chico                    | Episodio: "Jon's Christmas"                              |
| 2009      | Hotbox                                      |                          | 1 episodio                                               |
| 2009      | Stoked                                      | George Ridgemount (voz)  | 11 episodios                                             |
| 2009–2012 | My Big Big Friend                           | Matt                     | 25 episodios                                             |
| 2010      | Doodlebops Rockin' Road Show                | Steve                    | 1 episodio                                               |
| 2010      | Bloodletting & Miraculous Cures             | Devil Child              | Miniserie; episodio: "Family Practice"                   |
| 2010      | Murdoch Mysteries                           | Bobby Brackenreid        | Episodio: "Rich Boy, Poor Boy"                           |
| 2010      | The Bridge                                  | Eddy                     | Episodio: "God Bless the Child"                          |
| 2010      | The Ron James Show                          | Thomas                   | Episodio #2.6                                            |
| 2010      | The Night Before the Night Before Christmas | Toby Fox                 |                                                          |
| 2010      | Sundays at Tiffany's                        | Michael                  |                                                          |
| 2010      | Mr Moon                                     | Mr. Moon (voz)           | 52 episodios                                             |
| 2011      | Life with Boys                              | Jimmy                    | Episodio: "Battling Bullies with Boys"                   |
| 2011      | Babar and the Adventures of Badou           | Jake (voz)               | 2 episodios                                              |
| 2011      | Falling Skies                               | Eli Russell              | Episodio: "Sanctuary"                                    |
| 2011      | Justin Time                                 | Justin (voz)/Justin Time | 13 episodios                                             |
| 2012      | The Firm                                    | Kyle Hannon              | Episodio: "Chapter Ten"                                  |
| 2012      | Alphas                                      | Tyler Hicks              | 2 episodios                                              |
| 2013      | Beauty & the Beast                          | Milo                     | Episodio: "On Thin Ice"                                  |
| 2013      | Grojband                                    | Mick Mallory (voz)       | Episodio: "Knight to Remember"                           |
| 2013      | PAW Patrol                                  | Marshall (voz)           | Rol principal                                            |
| 2013      | Christmas with Tucker                       | George McCray            |                                                          |
| 2014      | Remedy                                      | Kyle West                | Episodio: "Scary Bears"                                  |
| 2015      | The Lizzie Borden Chronicles                | Everett Chaswick         | Episodios: "The Sisters Grimke", "Capsize"               |
| 2015      | Dark Matter                                 | TJ                       | Episodios: #1.3, #1.6                                    |
| 2016      | Little People                               | Moby Whale (Voz)         | Episodio: Team Hero/Potty Ahoy!                          |
| 2017      | The Expanse                                 | Jefferson Errinwright    | Episodios: "The Monster and the Rocket", "Caliban's War" |